# The Dave Clark Five
The Dave Clark Five (zvali su ih i DC5) bili su Engleska beat skupina, u vrijeme svog kratkog meteorskog uspjeha gotovo jednako komercijalni uspješni kao i mnogo slavniji Beatlesi.  Bili su i druga grupa, iz vala britanske invazije, nakon Beatlesa, koji se popela na vrh američkih lista popularnosti, svojim hitom Glad All Over (6 mjesto, veljača, 1964.).
Grupa, The Dave Clark Five imala je nekoliko velikih uspješnica na američkim 
top listama, u periodu 1964. – 67., poput; Bits and Pieces (4 mjesto, travanj, 1964.), Can’t You See That She’s Mine (4 mjesto, lipanj, 1964.), Because (3 mjesto, kolovoz, 1964.), Anyway You Want It 
(14 mjesto, prosinac, 1964.), I Like It Like That (7 mjesto, lipanj, 1965.), Catch Us If You Can (4 mjesto, kolovoz, 1965.), Over and Over  (1 mjesto, studeni,1965.), i You Got What It Takes (7 mjesto, travanj, 1967.).  
10. ožujka, 2008. skupina je uključena u Rock and Roll Hall of Fame.

## Povijest grupe
Osnivač grupe bio je bubnjar - Dave Clark, koji je neubičajeno za to vrijeme bio lider u pravom smislu, on je s bubnjevima bio u prvom planu, a ostali iza njega. Geneza grupe bila je davne 1957. Ozbiljniji rad grupe počeo je u razdoblju 1963.  - 1968., Dave je i u ovoj grupi bio doslovni gazda, jer je ostale članove sastava plaćao on kao uposlenike, on je i plaćao sve troškove grupe, ali je sve što je sastav napravio išlo manje više njemu. U to doba sastav su tvorili; Dave Clark na bubnjevima, Mike Smith, pjevač i orguljaš, Lenny Davidson solo gitarist, Rick Huxley kao basist, Denny Payton na saksofonu, harmonici i gitari. Autorska prava od skladanja išla su Clarku, Clarku i Smithu, Clarku i Davidsonu, i Clarku i Paytonu.  
Oni su bili prvenstveno skupina iz sjevernog Londona, i promovirali takozvani -Tottenham Sound, kao protutežu popularnom zvuku iz Liverpoola, merseybeatu koji je pak promovirao Brian Epstein, manager Beatleasa. Izbacili su par vrhunskih hitova, od kojih je Glad All Over iz siječnja,1964. skinuo Beatlese s pozicije Broj 1 u Britaniji.
Njih su osobito obožavali mediji iz Amerike jer su imali čišći i uredniji izgled od Beatlesa, tako da su oni bili 13 puta gosti Ed Sullivan Showa, više od bile koje britanske grupe.
Sastav je i inače predstavljao posebnost u zvuku britanske invazije, jer nisu bili toliko okrenuti isključivo gitarističkom zvuku. U to doba bili su gotovo jedina grupa, koja je rabila saksofon. 
Grupa se raspala sedamdesetih godina, kada je Dave Clark koji je bio apsolutni gazda grupe, kupio prava na kultnu britansku glazbenu tv seriju za mlade Ready Steady Go! i okrenuo se tom poslu.

## Članovi grupe
- Dave Clark 15. prosinac, 1942., iz Tottenhama, London, (bubnjar).
- Mike Smith, 6. prosinac 1943., iz Edmontona, London, - umro 28. veljače, 2008. (solo pjevač, orgulje i klavir)
- Lenny Davidson, 30. svibnja, 1942., iz Enfielda, Middlesex,  ( solo gitara ).
- Rick Huxley, 5. kolovoz, 1940., iz Dartforda, Kent, (bas-gitara).
- Denis Payton, 11. kolovoz, 1943. umro 17. prosinca, 2006., iz Walthamstowa,  London, (saksofon, harmonika i gitara)

## Diskografija

### Britanske singl ploče
| A-strana / B-strana                  | kuća       | mjesto na britanskim listama | mjesec izdanja  |
| ------------------------------------ | ---------- | ---------------------------- | --------------- |
| "Chaquita"                           | Ember      | -                            | kolovoz 1962.   |
| "First Love"                         | Piccadilly | -                            | studeni, 1962.  |
| "I Knew It All The Time"             | Piccadilly | -                            | veljača, 1963.  |
| "Do You Love Me"                     | Columbia   | #30                          | listopad, 1963. |
| "Glad All Over"                      | Columbia   | #1                           | prosinac, 1963. |
| "Bits and Pieces"                    | Columbia   | #2                           | veljača, 1964.  |
| "Can't You See That She's Mine"      | Columbia   | #10                          | svibanj,1964.   |
| "Thinking of You Baby"               | Columbia   | #26                          | kolovoz, 1964.  |
| "Anyway You Want It"                 | Columbia   | #25                          | listopad, 1964. |
| "Everybody Knows (I Still Love You)" | Columbia   | #37                          | siječanj,1965.  |
| "Reelin' and Rockin'"                | Columbia   | #24                          | ožujak, 1965    |
| "Come Home"                          | Columbia   | #16                          | svibanj,1965    |
| "Catch Us If You Can"                | Columbia   | #5                           | srpanj,1965.    |
| "Over and Over"                      | Columbia   | #45                          | prosinac, 1965. |
| "Try Too Hard"                       | Columbia   | -                            | svibanj,1966.   |
| "Look Before You Leap"               | Columbia   | #50                          | svibanj,1966.   |
| "Nineteen Days"                      | Columbia   | -                            | listopad, 1966. |
| "You Got What It Takes"              | Columbia   | #28                          | ožujak, 1967.   |
| "Tabatha Twitchit"                   | Columbia   | -                            | srpanj,1967     |
| "Everybody Knows"                    | Columbia   | #2                           | prosinac, 1967  |
| "No One Can Break a Heart Like You"  | Columbia   | #28                          | veljača, 1968.  |
| "The Red Balloon"                    | Columbia   | #7                           | rujan, 1968.    |
| "Live in the Sky"                    | Columbia   | #39                          | prosinac, 1968. |
| "The Mulberry Tree"                  | Columbia   | -                            | veljača, 1969.  |
| "Put a Little Love in Your Heart"    | Columbia   | -                            | listopad, 1969. |
| "Good Old Rock 'n' Roll"             | Columbia   | #7                           | studeni, 1969.  |
| Everybody Get Together"              | Columbia   | #8                           | ožujak, 1970.   |
| "Julia"                              | Columbia   | -                            | travanj, 1970.  |
| "Here Comes Summer"                  | Columbia   | #44                          | srpanj,1970.    |
| "More Good Old Rock 'n' Roll"        | Columbia   | #34                          | prosinac, 1970. |
| "Southern Man"                       | Columbia   | -                            | studeni, 1970.  |
| "Won't You Be My Lady?"              | Columbia   | -                            | lipanj, 1971.   |
| "Draggin' The Line"                  | Columbia   | -                            | listopad, 1971. |
| "Think of Me"                        | Columbia   | -                            | veljača, 1972.  |
| "Rub It In"                          | Columbia   | -                            | srpanj,1972.    |
| "Sweet City Woman"                   | Columbia   | -                            | ožujak, 1973.   |
| "Sha-Na-Na-Na-Hey-Hey"               | Columbia   | -                            | listopad, 1973  |
| "Glad All Over" (reizdanje)          | EMI        | #37                          | svibanj,1993    |

### Američke singl ploče
| A-strana                              | kuća      | Billboard ljestvica | Prodajna ljestvica | mjesec izdanja  |  |
| ------------------------------------- | --------- | ------------------- | ------------------ | --------------- |  |
| "I Walk The Line"                     | Laurie    | -                   | -                  | 1963.           |  |
| "Chaquita"                            | Jubilee   | -                   | -                  | 1964.           |  |
| "Glad All Over"                       | Epic      | #6                  | #5                 | veljača, 1964.  |  |
| "Bits and Pieces"                     | Epic      | #4                  | #4                 | travanj, 1964.  |  |
| "I Knew It All The Time"              | Congress  | #53                 | #73                | travanj, 1964.  |  |
| "Do You Love Me?"                     | Epic      | #11                 | #8                 | svibanj,1964.   |  |
| "Can't You See That She's Mine"       | Epic      | #4                  | #4                 | lipanj, 1964.   |  |
| "Because"                             | Epic      | #3                  | #7                 | kolovoz, 1964.  |  |
| "Everybody Knows (I Still Love You)"  | Epic      | #15                 | #22                | listopad, 1964. |  |
| "Anyway You Want It"                  | Epic 9739 | #14                 | #9                 | prosinac, 1964. |  |
| "Come Home"                           | Epic      | #14                 | #13                | veljača, 1965.  |  |
| "Reelin' and Rockin'"                 | Epic      | #23                 | #15                | travanj, 1965.  |  |
| "I Like It Like That"                 | Epic      | #7                  | #6                 | lipanj, 1965.   |  |
| "Catch Us If You Can"                 | Epic      | #4                  | #6                 | kolovoz, 1965.  |  |
| "Over And Over"                       | Epic      | #1                  | #1                 | prosinac, 1965. |  |
| "At the Scene"                        | Epic      | #18                 | #13                | veljača, 1966.  |  |
| "Try Too Hard"                        | Epic      | #12                 | #10                | travanj, 1966.  |  |
| "Please Tell Me Why"                  | Epic      | #28                 | #18                | lipanj, 1966.   |  |
| "Satisfied With You"                  | Epic      | #50                 | #51                | kolovoz, 1966.  |  |
| "Nineteen Days"                       | Epic      | #48                 | #45                | listopad, 1966. |  |
| "I've Got To Have A Reason"           | Epic      | #44                 | #55                | siječanj, 1967. |  |
| "You Got What It Takes"               | Epic      | #7                  | #8                 | travanj, 1967.  |  |
| "You Must Have Been A Beautiful Baby" | Epic      | #35                 | #35                | lipanj, 1967    |  |
| "Red And Blue"                        | Epic      | #89                 | #69                | prosinac, 1967. |  |
| "Everybody Knows"                     | Epic      | #43                 | #41                | studeni, 1967.  |  |
| "Please Stay"                         | Epic      | #115                | #96                | svibanj,1968.   |  |
| "The Red Balloon"                     | Epic      | -                   | -                  | rujan, 1968.    |  |
| "Paradise (Is Half As Nice)"          | Epic      | -                   | -                  | ožujak, 1969.   |  |
| "If Somebody Loves You"               | Epic      | -                   | -                  | srpanj,1969.    |  |
| "Bring It On Home To Me"              | Epic      | -                   | -                  | prosinac, 1969. |  |
| "Here Comes Summer"                   | Epic      | -                   | -                  | veljača, 1970.  |  |
| "Good Old Rock 'n' Roll Medley"       | Epic      | -                   | -                  | lipanj, 1970.   |  |
| "Southern Man"                        | Epic      | -                   | -                  | siječanj,1971.  |  |
| "Won't You Be My Lady?"               | Epic      | -                   | -                  | kolovoz, 1971.  |  |
| "Rub It In"                           | Epic      | -                   | -                  | 1972.           |  |

## Vanjske poveznice
- Classic Bands O grupi The Dave Clark Five na portalu Classic Bands.